# Marquesado de Bendaña
El Marquesado de Bendaña es un título nobiliario español de carácter hereditario concedido por real despacho de Carlos II el 27 de octubre de 1692 a don Rodrigo Antonio Falcón de Ulloa y Rivadeneyra, Caballero de la Orden de Santiago, previo Vizcondado de Parderrubias. Le fue concedida la Grandeza de España el 19 de marzo de 1843.
Su denominación hace referencia a la parroquia de Bendaña, que actualmente pertenece al municipio de Touro (La Coruña).

## Marqueses de Bendaña

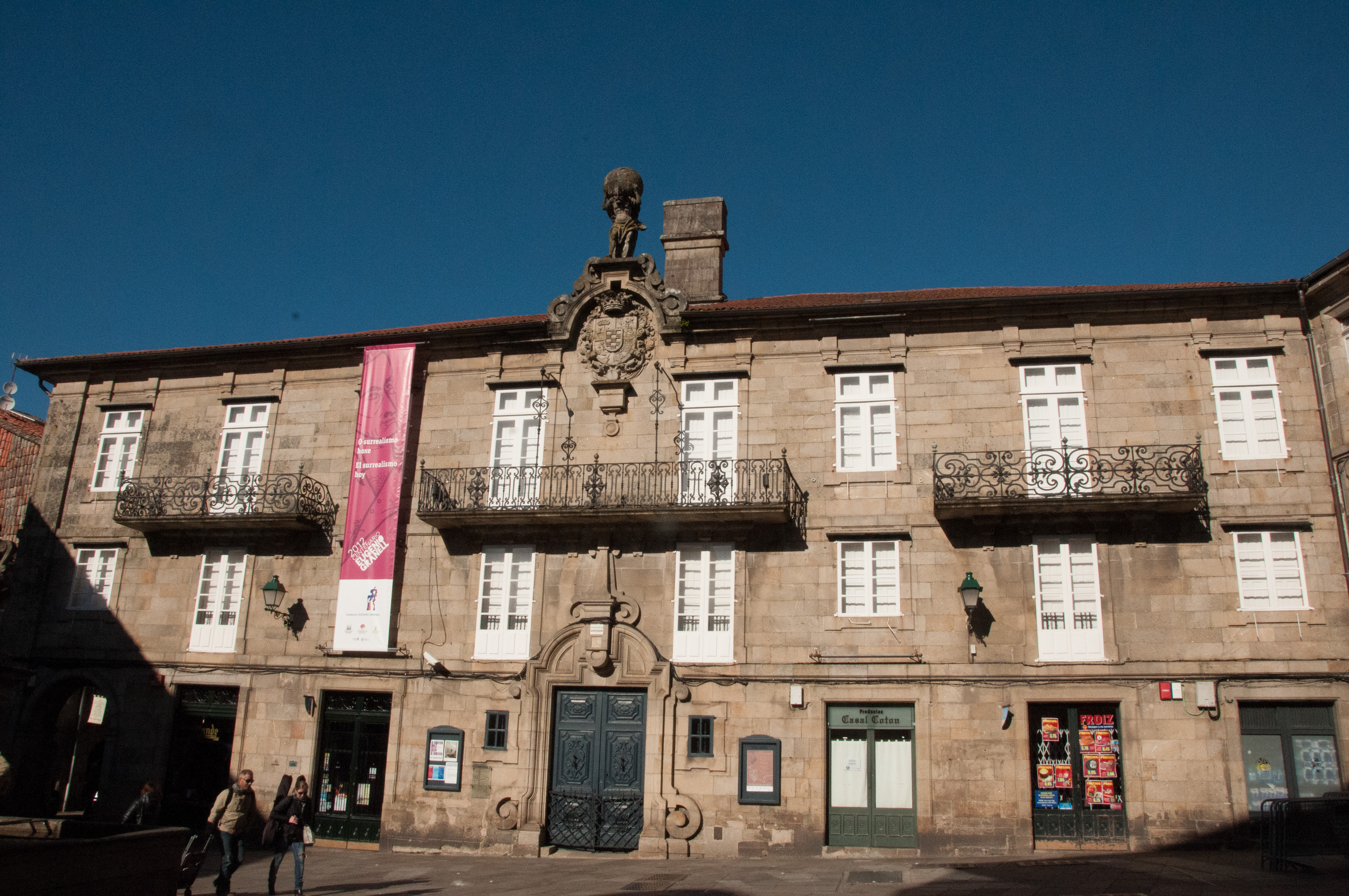
Pazo de Bendaña en la plaza del Toral,en Santiago de Compostela.

|                                               | Titular                                                | Período                |
| Creación por Carlos II                        | Creación por Carlos II                                 | Creación por Carlos II |
| --------------------------------------------- | ------------------------------------------------------ | ---------------------- |
| I                                             | Rodrigo Antonio Falcón de Ulloa y Rivadeneyra          | 1692-                  |
| II                                            | Juan Benito Piñeiro de Ulloa                           |                        |
| III                                           | Carlos José Piñeiro de Ulloa y de la Torre de Romay    |                        |
| IV                                            | Juan Agustín Piñeiro de Ulloa y de la Torre de Romay   |                        |
| V                                             | Andrés Vicente Piñeiro de Ulloa y de la Torre de Romay |                        |
| VI                                            | Gregorio María Piñeiro de Ulloa y Maldonado            |                        |
| VII                                           | Antonio María Piñeiro y de las Casas                   |                        |
| Concesión de Grandeza de España por Isabel II |                                                        |                        |
| VIII                                          | Buenaventura Piñeiro y Manuel de Villena               |                        |
| IX                                            | Tomás Piñeiro y Aguilar                                |                        |
| X                                             | Lorenzo Piñeyro y Fernández de Villavicencio           |                        |
| XI                                            | Lorenzo Piñeyro y Fernández de Córdoba                 | 1951-2011              |
| XII                                           | Lorenzo Piñeyro y Escrivá de Romaní                    | 2011-                  |

## Historia de los marqueses de Bendaña
- Rodrigo Antonio Falcón de Ulloa y Rivadeneyra, Caballero de la Orden de Santiago, señor de Parderrubias, Bendaña y Villaseca, I marqués de Bendaña. Muerto sin descendencia, le sucedió su sobrino:

- Juan Benito Piñeiro de Ulloa (b. (1738)-(1860), II marqués de Bendaña (hijo de Pedro Piñeiro y Juana Elvira de Ulloa), regidor perpetuo de Betanzos y Caballero de la Orden de Santiago.

1. Casó con Juana de la Torre de Romay y Sotomayor. Le sucedieron, sucesivamente, sus hijos:

- Carlos José Piñeiro de Ulloa y de la Torre de Romay, III marqués de Bendaña, muerto sin descendencia, le sucedió su hermano:

- Juan Agustín Piñeiro de Ulloa y de la Torre de Romay, IV marqués de Bendaña, muerto sin descendencia, le sucedió su hermano:

- Andrés Vicente Piñeiro de Ulloa y de la Torre de Romay, V marqués de Bendaña

1. Casó con Joaquina Maldonado Ormaza Suárez de Deza. Le sucedió su hijo:

- Gregorio María Piñeiro de Ulloa y  Maldonado, VI marqués de Bendaña

1. Casó con Andrea María de las Casas Herrera, hija de los marqueses de Santa Marta. Le sucedió su hijo:

- Antonio María Piñeiro y de las Casas (1771-1838), VII marqués de Bendaña

1. Casó con Tomasa Manuel de Villena y Vera, hija de los marqueses del Real Tesoro. Le sucedió su hijo:

- Buenaventura Piñeiro y Manuel de Villena (1799-1876), VIII marqués de Bendaña y IX conde de Canillas (por herencia de María Bernarda Ortiz de Guinea y Terán, marquesa de Terán). Recibió Grandeza de España en 1843.

1. Casó con Isabel Echeverri y Pérez del Pulgar, IV condesa de Buenavista de la Victoria y VIII condesa de Villalcázar de Sirga.
2. Casó con María Antonia de Aguilar y Fernández de Córdoba, hija de los marqueses de la Vega de Armijo. Le sucedió su hijo:

- Tomás Piñeiro y Aguilar (1835-1916), grande de España, IX marqués de Bendaña.

1. Casó con María Eulalia Fernández de Villavicencio y del Corral, VII marquesa de la Mesa de Asta. Le sucedió su hijo

Lorenzo Piñeyro Fernández de Villavicencio (1864-1939), grande de España, X marqués de Bendaña y VIII marqués de la Mesa de Asta, barón de Molinet (por herencia de su tío Buenaventura Piñeyro y Aguilar), Caballerizo mayor de la Reina  Victoria Eugenia 
que casó con María Dominga de Queralt y Fernández-Maquieira, III marquesa de Bonanaro y II condesa de Torralba de Aragón. El hijo de ambos, por tanto su nieto:
- Lorenzo Piñeyro y Queralt (1894-1921), VIII marqués de Albolote (título por herencia materna y tras rehabilitación en 1915)

1. Casó con María de los Milagros Fernández de Córdoba y Álvarez de las Asturias-Bohorques, hija de los marqueses del Zarco. Lorenzo Piñeyro y de Queralt falleció antes que su padre y el título lo heredó directamente su único hijo:[2]

- Lorenzo Piñeyro y Fernández de Córdoba (1920-2011), grande de España, XI marqués de Bendaña, XII barón de Molinet (ambos por herencia de su abuelo paterno), IV conde de Torralba de Aragón (por herencia de su tío paterno, Buenaventura Piñeyro y de Queralt) y IX marqués de Albolote (por herencia directa de su padre).

1. Casó con María del Perpetuo Socorro Escrivá de Romaní y Patiño, hija de los condes de Sástago. Le sucedió su hijo:

- Lorenzo Piñeiro y Escrivá de Romaní (n. 1950), grande de España, XII marqués de Bendaña, X marqués de Albolote, XIII barón de Molinet y V conde de Torralba de Aragón.

1. Casó con Isabel Martos y Azlor de Aragón, hija de los duques de Granada de Ega, marqueses de Casa Thilly, de Iturbieta y de Santiago de Oropesa.